# Detlef Kirchhoff
Detlef Kirchhoff (n. 21 mai 1967, Halberstadt, Saxonia-Anhalt, Germania) este un canotor ce a reprezentat Germania, medaliat olimpic. A participat la 4 ediții ale Jocurilor Olimpice (1988, 1992, 1996, 2000) în care a câștigat două medalii de argint și o medalie de bronz.